# Freda Foh Shen
Freda Foh Shen (Atlanta, 25 aprile 1948) è un'attrice statunitense.

## Filmografia parziale

### Cinema
- Senza traccia (1983)
- Dall'altro lato della strada (1988)
- 4 pazzi in libertà (1989)
- Bebè mania (1990)
- Basic Instinct (1992)
- Mulan (1998) (voce)
- Fatti, strafatti e strafighe (2000) (voce)
- Ladykillers (2004)
- Mulan II (2004) (voce)

### Televisione
- I Robinson (The Cosby Show) - serie TV, 1 episodio (1987)
- 2 poliziotti a Palm Beach (Silk Stalkings) - serie TV, 4 episodi (1993)
- Un filo nel passato (Nowhere Man) - serie TV, 1 episodio (1996)
- Cinque in famiglia (Party of Five) - serie TV, 2 episodi (1994-1996)
- E.R. - Medici in prima linea (ER) - serie TV, 3 episodi (1998-1999)
- Squadra Med - Il coraggio delle donne (Strong Medicine) - serie TV, 1 episodio (2000)
- In tribunale con Lynn (Family Law) - serie TV, 1 episodio (2000)
- Gideon's Crossing - serie TV, 7 episodi (2000-2001)
- Senza traccia (Without a Trace) - serie TV, 1 episodio (2002)
- Desperate Housewives - serie TV, 1 episodio (2004)
- Boston Legal - serie TV, 1 episodio (2006)
- Close to Home - Giustizia ad ogni costo (Close to Home) - serie TV, 5 episodi (2006-2007)
- Dr. House - Medical Division (House, M.D.) – serie TV, episodio 6x04 (2009)
- Grey's Anatomy - serie TV, episodio 6x05 (2009)
- Elementary - serie TV, 3 episodi (2012-2018)

## Doppiatrici italiane
Nelle versioni in italiano dei suoi lavori, Freda Foh Shen è stata doppiata da:
- Irene Di Valmo in Desperate Housewives, Tracker
- Sabrina Duranti in E.R. - Medici in prima linea
- Antonella Rinaldi in Senza traccia
- Paola Giannetti in Grey's Anatomy
- Maria Grazia Dominici in S.W.A.T.
- Graziella Polesinanti in Magnum P.I.
- Antonella Giannini in 9-1-1

Da doppiatrice, è sostituita da:
- Melina Martello in Mulan, Mulan II